# John Wells (remero)
John Wells (Misisipi, 1859-Nueva Orleans, 18 de abril de 1929) fue un deportista estadunidense que compitió en remo. Participó en los Juegos Olímpicos de San Luis 1904, obteniendo una medalla de bronce en la prueba de doble scull.

## Palmarés internacional
| Juegos Olímpicos | Juegos Olímpicos          | Juegos Olímpicos  | Juegos Olímpicos |
| Año              | Lugar                     | Medalla           | Prueba           |
| ---------------- | ------------------------- | ----------------- | ---------------- |
| 1904             | San Luis (Estados Unidos) | Medalla de bronce | Doble scull      |